# Sanjeli (stato)
Lo Stato di Sanjeli fu uno stato principesco del subcontinente indiano, avente per capitale Sanjeli.

## Storia
nel 1159, lo stato di Sanjeli venne fondato dal clan Chauhan della casata dei Rajput. La medesima dinastia regnò sul piccolo principato per i successivi 900 anni. Divenne un protettorato britannico nel 1820. Durante il periodo compreso tra il 1820 ed il 1937, il territorio dello stato rimase stabile in 88 km2, abitato da popolazioni tribali ma pacifiche e con un numero totale di abitanti pari a 3751 nel 1892.
Fu parte dell'Agenzia di Rewa Kantha sino al 1937 quando venne unito con lo Stato di Baroda a formare l'Agenzia degli Stati di Baroda e Gujarat. Il 10 giugno 1948 lo stato aderì all'Unione Indiana e venne posto nello Stato di Bombay.

## Governanti
I governanti ebbero il titolo di thakur.

### Thakur
- c.1750 - 1789         Sardarsinghji                (m. 1789)
- 1789 - 1814           Bahadursinghji
- 1814 - 1858           Jagatsinghji                 (m. 1858)
- 1858 - dicembre 1901  Pratapsinghji                (n. 1847 - m. 1901)
- 1902 - 15 agosto 1947 Pushpasinghji Pratapsinghji  (n. 1892 - m. dopo il 1948)